# Andrei Cornea
Andrei Sebastian Cornea (Vatra Dornei, 10 novembre 1999) è un canottiere rumeno, vincitore della medaglia d'oro olimpica con Marian Enache nel 2 di coppia a Parigi 2024.
Nello stesso anno, sempre insieme ad Enache, si è laureato campione europeo a Seghedino 2024.

## Palmarès
- Giochi olimpici

Parigi 2024: oro nel 2 di coppia.
- Europei

Seghedino 2024: oro nel 2 di coppia.